# ベルモントパーク競馬場
ベルモントパーク競馬場（ベルモントパークけいばじょう、Belmont Park）は、アメリカ合衆国のニューヨーク州エルモントにある競馬場。アメリカクラシック三冠最終戦のベルモントステークスをはじめとした多くのG1競走が行われる。

## 歴史
- 1903年：建設開始
- 1905年：5月4日開業
- 1956年：輸送機関と駐車場を中心に改装
- 1963年：老朽化により一時閉鎖
- 1968年：再開
- 1990年：第7回ブリーダーズカップを開催
- 1995年：第12回ブリーダーズカップを開催
- 2001年：第18回ブリーダーズカップを開催
- 2005年：第22回ブリーダーズカップを開催
- 2022年：トンネル工事の為、9月からの秋季開催がアケダクト競馬場に移動
- 2023年：リニューアル工事により一時閉鎖
- 2026年：9月の開催からリニューアルオープン予定
- 2027年：第44回ブリーダーズカップを開催予定

## コース形態
楕円形のコースで、内側に芝コースが2つあり、その外側にメインコースであるダートコースがある。芝コースは内回りが1周約1900メートル、外回りが1周約2100メートル。ダートコースが1周約2400メートルである。すべての競走は左回りで行われる。1周1マイル程度の大きさが主流のアメリカの競馬場の中では、例外的に広大な競馬場である。

## 主な競走
| 格 | 競走名                                     | 馬齢  | 性別 | 斤量   | 馬場   | 距離(f) |
| -- | ------------------------------------------ | ----- | ---- | ------ | ------ | ------- |
| 1  | メトロポリタンハンデキャップ               | 3歳上 | -    | ハンデ | ダート | 8       |
| 1  | ベルモントステークス                       | 3歳   | -    | 定量   | ダート | 12      |
| 1  | マンハッタンステークス                     | 4歳上 | -    | ハンデ | 芝     | 10      |
| 1  | エイコーンステークス                       | 3歳   | 牝馬 | 定量   | ダート | 8       |
| 1  | オグデンフィップスステークス               | 4歳上 | 牝馬 | 定量   | ダート | 8.5     |
| 1  | ニューヨークステークス                     | 4歳上 | 牝馬 | 別定   | 芝     | 10      |
| 2  | マザーグースステークス                     | 3歳   | 牝馬 | 定量   | ダート | 8.5     |
| 2  | マンノウォーステークス                     | 4歳上 | -    | 定量   | 芝     | 11      |
| 1  | ベルモントオークス                         | 3歳   | 牝馬 | 定量   | 芝     | 10      |
| 1  | ジョーハーシュ・ターフクラシックステークス | 3歳上 | -    | 別定   | 芝     | 12      |
| 3  | ヴォスバーグステークス                     | 3歳上 | -    | 別定   | ダート | 6       |
| 2  | ベルデイムステークス                       | 3歳上 | 牝馬 | 別定   | ダート | 9       |
| 2  | ウッドワードステークス                     | 3歳上 | -    | 定量   | ダート | 9       |
| 1  | シャンペンステークス                       | 2歳   | -    | 定量   | ダート | 8       |
| 1  | フリゼットステークス                       | 2歳   | 牝馬 | 定量   | ダート | 8       |
| 3  | ピーターパンステークス                     | 3歳   | -    | 定量   | ダート | 9       |
| 2  | ブルックリンインビテーショナルステークス   | 4歳上 | -    | 定量   | ダート | 12      |
| 2  | サバーバンハンデキャップ                   | 4歳上 | -    | ハンデ | ダート | 10      |
| 3  | フューチュリティステークス                 | 2歳   | -    | 定量   | 芝     | 6       |
| 3  | メイトロンステークス                       | 2歳   | 牝馬 | 定量   | 芝     | 6       |
| 1  | ベルモントダービー                         | 3歳   | -    | 定量   | 芝     | 10      |
| 3  | ヒルプリンスステークス                     | 3歳   | -    | 別定   | 芝     | 9       |
| 1  | ジャイプールインビテーショナルステークス   | 4歳上 | -    | 別定   | 芝     | 6       |
| 1  | ウッディスティーヴンスステークス           | 3歳   | -    | 別定   | ダート | 7       |
| L  | ドワイヤーステークス                       | 3歳   | -    | 別定   | ダート | 8       |
| 3  | ジョッキークラブオークス                   | 3歳   | 牝馬 | 定量   | 芝     | 11      |
| 2  | ジョッキークラブダービー                   | 3歳   | -    | 定量   | 芝     | 12      |

## 将来構想
2017年7月、NYRA（ニューヨーク競馬協会）が、ベルモントパーク競馬場におけるナイター開催実施を早ければ2018年の秋開催か、遅くとも2019年の春開催にも導入を目指している。ベルモントパーク競馬場の地域一帯には1800万人が居住しているが、日中は仕事があって、時間が自由にならないという市民も多いため、平日の夜にメジャーリーグの試合を楽しむのと同じ感覚で、競馬を楽しんでもらいたというNYRAの構想である。
実現のめどが立った際にはLEDを用いた最新鋭の照明機器を設置する計画も進行している。
またナショナルホッケーリーグ（NHL）・ニューヨーク・アイランダースの新アリーナとなるUBSアリーナが競馬場敷地に建設されることになった。UBSアリーナは2021年11月20日に完成した。さらにニューヨーク・シティ新スタジアムの建設も計画されていたがこちらは却下された。
2023年3月、芝コースの内側に1マイルのオールウェザーコースを設置する計画が発表された。
老朽化したスタンドを改築するため、2023年秋から2026年春までの期間、同競馬場は閉鎖されている。

## アクセス
- ロングアイランド鉄道・ベルモントパーク支線のベルモントパーク駅は、競馬開催時のみ運行される臨時駅である。
- ニューヨーク市地下鉄F系統・169丁目駅またはジャマイカ-179丁目駅より、バスQ2系統かN6系統を利用。